# Crying Fist
Pour plus de détails, voir Fiche technique et Distribution.
Crying Fist (주먹이 운다, Jumeogi unda) est un film sud-coréen réalisé par Ryoo Seung-wan, sorti en 2005 et le 24 juin 2008 en DVD en France (édité par KubiK Vidéo).

## Synopsis
Sans emploi, sans le sou et délaissé par sa femme, Tae-shik, autrefois boxeur olympique, est réduit à se faire boxer dans la rue par des passants pour quelques Wons. De son côté, les tendances délinquantes de Sang-hwan l’envoient en prison. Ces deux hommes se tourneront vers la boxe pour amender leur vies et viseront le titre the Champion amateur, qui les mesurera l’un à l’autre dans un combat décisif.

## Fiche technique
- Titre : Crying Fist
- Titre original : 주먹이 운다 (Jumeogi unda)
- Réalisation : Ryoo Seung-wan
- Scénario : Ryoo Seung-wan et Jeon Cheol-hong
- Directeur artistique : Park Il-hyeon
- Photographie : Jo Yong-gyu
- Montage : Nam Na-yeong et Lee Ik-seong
- Musique : Bang Jun-seok
- Productions : Park Jae-hyeong et Im Seung-yong
- Langue : coréen

## Distribution
- Choi Min-sik : Kang Tae-shik
- Ryoo Seung-beom : Yoo Sang-hwan
- Im Won-hee : Won-tae
- Jeon Ho-jin : Sang-chul
- Seo Hye-rin : Sun-ju, la femme de Tae-shik
- Byun Hee-bong : l'entraîneur de Sang-hwan
- Gi Ju-bong : le père de Sang-hwan
- Na Mun-hee : la grand-mère de Sang-hwan

## Festivals
- Festival International du Film de Cannes 2005 – Quinzaine des réalisateurs
- Festival International du Film de Karlovy Vary 2005
- Festival de Films Asiatique de New York 2005
- Festival International de Film Fantasia 2005
- Festival International du Film de Melbourne 2005
- Festival International du Film de Vancouver 2005
- Festival de Films Asiatique de San Diego 2005
- Festival de Film Asiatique de Hong Kong 2005
- Festival International du Film d'Oslo 2005

## Récompenses
- Festival de Cannes 2005 : Prix FIPRESCI
- FanTasia 2005 : Meilleur acteur, Choi Min-sik ; Silver Fantasia, Best Asian Film
- Grand Bell Awards 2005 : Meilleure actrice dans un second rôle, Na Mun-Hee ; Meilleur montage, Nam Na-Yeong
- Pusan Film Critics Association Awards 2005 : Meilleur réalisateur, Ryoo Seung-wan

## Dates de sortie
- 1er avril 2005 :  Corée du Sud
- 16 mai 2005 au Festival de Cannes
- 13 octobre 2005 :  Hong Kong
- 9 décembre 2005 :  Royaume-Uni
- 15 avril 2006 :  Japon
- 24 juin 2008 en DVD chez KubiK Vidéo en  France
- 21 avril 2009 en DVD chez Evokative Films au  Canada